# Larisa Timofeevna Zarudneva
Larisa Timofeevna Zarudneva, in russo Лариса Тимофеевна Заруднева? (Arcangelo, 1856 – dopo il 1881), è stata una rivoluzionaria russa.

## Biografia
Figlia del nobile Timofej Zarudnev, colonnello dell'esercito, studiò nel ginnasio di Archangel'sk e nel 1873 si trasferì a Mosca unendosi a un gruppo di čajkovcy impegnati nella propaganda illegale, consistente soprattutto nella trascrizione di libri proibiti dal regime. Le pagine venivano stampate in una tipografia clandestina preparata da Ippolit Myškin e poi portate a Saratov, dove venivano confezionati i libri.
Il 9 giugno 1874 il gruppo fu scoperto dalla polizia. Arrestata, Larisa Timofeevna fu inviata in stato di detenzione a Kaluga, poi dal 14 gennaio al 23 maggio 1875 nella fortezza Pietro e Paolo di Pietroburgo e infine nel Castello lituano, altra prigione della capitale. Rilasciata su cauzione, fu nuovamente arrestata il 5 maggio 1877 e imputata di propaganda illegale nel «processo dei 193», nel quale fu assolta il 4 febbraio 1878.
Dal 1879 visse confinata a Perm', ma mantenne i rapporti con il movimento rivoluzionario. Nel 1881 la sua protesta per la deportazione di Vladimir Korolenko le costò un nuovo processo, al termine del quale il periodo del suo confino fu allungato di altri quattro anni. Da allora mancano su di lei altre notizie.